# جیمز پترسون
جیمز پترسون (انگلیسی: James Patterson؛ زادهٔ ۲۲ مارس ۱۹۴۷) یک نویسنده اهل ایالات متحده آمریکا است. او بیشتر به خاطر نوشتن رمان‌های تخیلی اش در مورد الکس کراس شناخته شده‌است. در سال ۲۰۱۶ میلادی فوربز او را پردرآمدترین نویسنده سال معرفی کرد. دارایی او در اوایل دههٔ اخیر حدود ۷۰۰ میلیون دلار آمریکا تخمین زده شده‌است.

## زندگی شخصی
جیمز در ۲۲ مارس سال ۱۹۴۷ میلادی در نیوبورگ، نیویورک به دنیا آمد. مادرش ایزابل موریس و پدرش چارلز پترسون بود.
او کارشناسی هنر در زبان انگلیسی را از کالج منهتن و مدرک کارشناسی ارشد را از دانشگاه وندربیلت اخذ کرد.
پترسون کاتولیک است و به همراه همسرش سوزان در پام بیچ، فلوریدا زندگی می‌کند. آن‌ها یک پسر به نام جک دارند که در سال ۱۹۹۸ میلادی متولد شد.

## فیلم‌شناسی
- دختران را ببوس (فیلم)
- باغ‌وحش (مجموعه تلویزیونی)
- مدرسه راهنمایی: بدترین سال‌های زندگی‌ام (فیلم)